# (8817) Roytraver
(8817) Roytraver est un astéroïde de la ceinture principale.

## Description
(8817) Roytraver est un astéroïde de la ceinture principale. Il fut découvert le 13 mai 1985 à l'Observatoire Palomar par Carolyn S. Shoemaker et Eugene M. Shoemaker. Il présente une orbite caractérisée par un demi-grand axe de 2,20 UA, une excentricité de 0,13 et une inclinaison de 5,1° par rapport à l'écliptique.

## Compléments